# Castillo de Santa Catalina
Castillo de Santa Catalina er et fort i havnebyen Cadiz i regionen Andalusien i Spanien. Det kom på den spanske Bien de Interés Cultural-side i 1993.
36°31′58″N 6°18′29″V / 36.53285°N 6.30799°V